# Мерріллвілл (Індіана)
Мерріллвілл (англ. Merrillville) — місто (англ. town) в США, в окрузі Лейк штату Індіана. Населення — 36 444 особи (2020).

## Географія
Мерріллвілл розташований за координатами 41°28′22″ пн. ш. 87°19′5″ зх. д. / 41.47278° пн. ш. 87.31806° зх. д. (41.472687, -87.318070).  За даними Бюро перепису населення США в 2010 році місто мало площу 86,12 км², з яких 86,03 км² — суходіл та 0,09 км² — водойми.

## Демографія
Згідно з переписом 2010 року, у місті мешкало 35 246 осіб у 13 696 домогосподарствах у складі 9016 родин. Густота населення становила 409 осіб/км².  Було 14842 помешкання (172/км²).
Расовий склад населення:
| - 46,4 % — білих - 44,5 % — чорних або афроамериканців - 1,2 % — азіатів - 0,2 % — корінних американців - 4,6 % — осіб інших рас |

До двох чи більше рас належало 3,2 %. Частка іспаномовних становила 12,9 % від усіх жителів.
За віковим діапазоном населення розподілялося таким чином: 25,5 % — особи молодші 18 років, 60,8 % — особи у віці 18—64 років, 13,7 % — особи у віці 65 років та старші. Медіана віку мешканця становила 36,7 року. На 100 осіб жіночої статі у місті припадало 88,6 чоловіків;  на 100 жінок у віці від 18 років та старших — 84,2 чоловіків також старших 18 років.
Середній дохід на одне домашнє господарство  становив 60 456 доларів США (медіана — 52 810), а середній дохід на одну сім'ю — 72 470 доларів (медіана — 63 060). Медіана доходів становила 50 540 доларів для чоловіків та 36 940 доларів для жінок. За межею бідності перебувало 13,9 % осіб, у тому числі 23,3 % дітей у віці до 18 років та 7,3 % осіб у віці 65 років та старших.
Цивільне працевлаштоване населення становило 16 362 особи. Основні галузі зайнятості: освіта, охорона здоров'я та соціальна допомога — 24,7 %, виробництво — 17,3 %, роздрібна торгівля — 12,1 %, мистецтво, розваги та відпочинок — 11,6 %.